# Moose Johnson
Thomas Ernest "Ernie" "Moose" Johnson, född 26 februari 1886 i Pointe-Saint-Charles, Montréal, död 25 mars 1963 i White Rock, British Columbia, var en kanadensisk professionell ishockeyspelare. Johnson spelade för Montreal Wanderers, New Westminster Royals, Portland Rosebuds, Victoria Aristocrats och Victoria Cougars åren 1905–1922.
Johnson vann Stanley Cup fyra gånger med Montreal Wanderers åren 1906, 1907, 1908 och 1910. Med Portland Rosebuds spelade han Stanley Cup-final 1916 mot Montreal Canadiens.
1952 valdes Moose Johnson in som ärad medlem i Hockey Hall of Fame.

## Karriär

### Montreal St. Lawrence, Montreal AAA och Montreal Wanderers

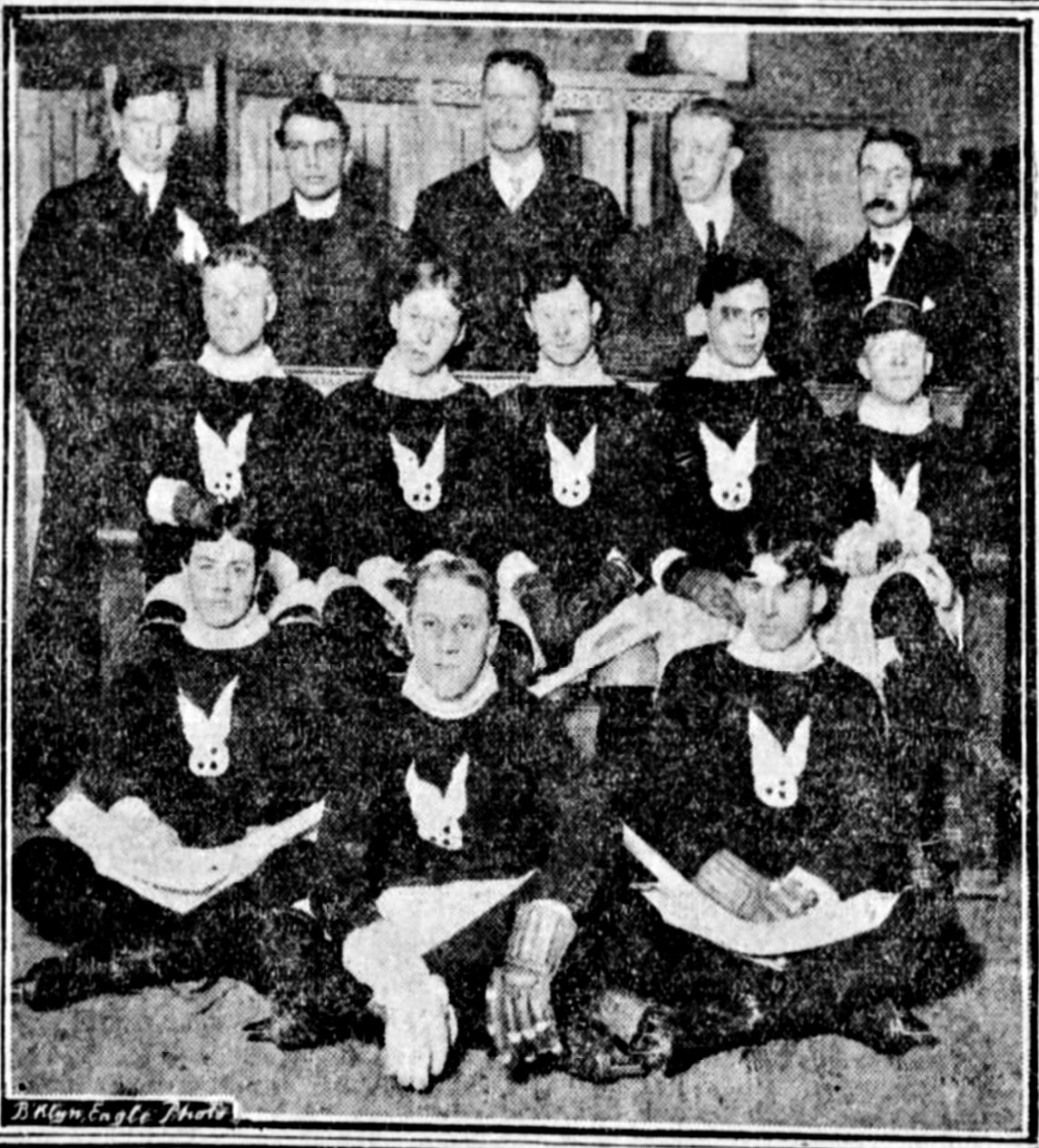
Johnson, i mitten i främre raden, med Montreal AAAs andralag säsongen 1903–04.

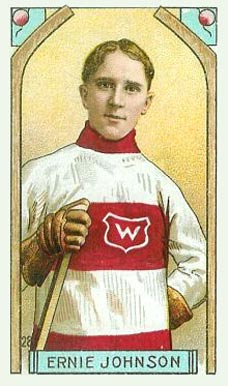
Johnson med Montreal Wanderers på Imperial Tobaccos hockeykort från 1911.

Ernie "Moose" Johnson inledde ishockeykarriären som 16-åring i hemstaden Montreal med spel för Montreal St. Lawrence i Montreal City Hockey League säsongen 1902–1903. Säsongen därefter, 1904, bytte han klubb till Montreal AAA, även kallad Montreal Hockey Club, i Canadian Amateur Hockey League. Efter två säsonger med Montreal AAA skrev han 1906 på för Montreal Wanderers i Eastern Canada Amateur Hockey Association (ECAHA). Framgångarna skulle inte låta vänta på sig då klubben spelade hem Stanley Cup i mars 1906 efter att ha besegrat Ottawa Senators i ett dubbelmöte med den sammanlagda målskillnaden 12-10.
I december 1906, innan starten på ECAHA-säsongen 1907, försvarade Wanderers sin Stanley Cup-titel genom att vinna ett dubbelmöte mot utmanarlaget New Glasgow Cubs från Nova Scotia och Maritime Hockey League med siffrorna 10-3 och 7-2. Nya regler i ECAHA för säsongen tillät professionella spelare att spela med amatörerna och Montreal Wanderers skrev professionella kontrakt med Riley Hern, Hod Stuart, Jack Marshall, Frank "Pud" Glass och Moose Johnson, vilket gjorde dessa spelare till de första professionella spelarna att officiellt spela om Stanley Cup.
Montreal Wanderers var tillsammans med Ottawa Senators ett av de ledande lagen under övergångsperioden mellan amatörishockeyn och de professionella ligorna och Stanley Cup-segern 1906 skulle följas upp med ytterligare tre Stanley Cup-titlar åren 1907, 1908 och 1910. Under 1908 års matcher om Stanley Cup i januari och mars gjorde Johnson 11 mål för Wanderers på fem matcher mot utmanarlagen Ottawa Victorias, Winnipeg Maple Leafs och Toronto Professionals. Under åren i Montreal spelade Johnson som vänsterforward.
Johnson växte upp i samma område i Montreal, Pointe-Saint-Charles, som Skottlandsfödde lagkamraten i Montreal Wanderers Frank "Pud" Glass. Johnson och Glass var oskiljaktiga följeslagare både på och utanför rinken under tiden i Wanderers. De två spelade tillsammans med Montreal St. Lawrence i Montreal City Hockey League säsongen 1902–1903 innan de återförenades säsongen 1906 med Montreal Wanderers. I början på säsongen 1905–1906 försökte Brooklyn Skating Clubs lagledare Tom Howard värva både Johnson och Glass till sin New York-klubb, men AAHL:s regelkommitté slog fast att de två kanadensiska spelarna var obehöriga för spel med den amerikanska amatörklubben på grund av professionalism.

### New Westminster Royals–Portland Rosebuds
Moose Johnson lämnade Montreal Wanderers för spel på den kanadensiska västkusten med New Westminster Royals i den nystartade ligan PCHA säsongen 1912, dit han värvades av ligans ägare Frank Patrick. I PCHA bytte Johnson position från vänsterforward till back. New Westminster Royals vann PCHA under ligans första år av existens och Johnson spelade med laget fram till och med säsongen 1913–1914. Säsongen 1914–1915 flyttade laget från Kanada till Portland i nordvästra USA och döptes om till Portland Rosebuds.
Johnson spelade fyra säsonger med Portland Rosebuds i PCHA och säsongen 1915–1916 var det nära att han fick lägga ytterligare en Stanley Cup till meritlistan då Rosebuds föll i en jämn finalserie mot Montreal Canadiens med 3-2 i matcher på bortais i Montreal Arena. I den femte och avgörande matchen vann Canadiens med siffrorna 2-1. Rosebuds blev i och med finalframträdandet mot Canadiens det första amerikanska laget någonsin att spela om Stanley Cup. Johnson spelade i hela finalserien, och gjorde ett mål på fem matcher, trots att Sam E. Lichtenhein, ägaren av hans tidigare klubb Montreal Wanderers, hade vunnit en rättslig tvist mot Johnson angående ett tidigare brutet kontrakt vilket medförde att 2000 dollar av Johnsons intäkter från matcher spelade inom Québecs rättskipningsområde skulle tillfalla Lichtenhein och Montreal Wanderers.
Säsongen 1916–1917 var Johnsons bästa säsong poängmässigt i PCHA då han gjorde 12 mål och 21 poäng på 24 spelade matcher. Rosebuds hemmaarena Portland Ice Arena, i folkmun kallad "cigarrlådan", var knappt 52 meter lång och drygt 21 meter bred och passade, enligt Johnson själv, hans spelstil väl.
| ”                                       | Om alla rinkar i landet var av den här storleken skulle jag kunna spela tills jag är 60. | „ |
| – Moose Johnson om Portland Ice Arena., |                                                                                          |   |

### Victoria Aristocrats–Victoria Cougars

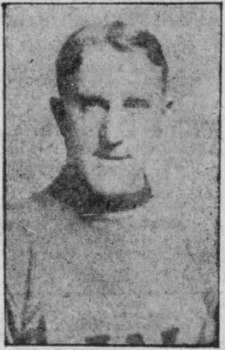
Johnson med Victoria Aristocrats.

Från säsongen 1919 till och med säsongen 1921–1922 spelade Johnson för Victoria Aristocrats och Victoria Cougars i PCHA och delade på försvarssysslorna i laget med Lester Patrick, bröderna Clem och Wilf Loughlin samt även, under sin sista säsong i klubben, Haldor "Slim" Halderson. På 73 matcher över fyra säsonger i Victoria gjorde han nio mål och 11 assists för totalt 20 poäng. Det var under sin tid i Pacific Coast Hockey Association som Johnson erhöll smeknamnet Moose ("älgen"), på grund av sin storlek och sin oömma spelstil, ett smeknamn som därefter givits flera andra ishockeyspelare och idrottsmän, däribland Moose Goheen och Harry "Moose" Watson.
| ”                                  | Såvitt jag vet var jag den förste "Moose" i sporthistorien. Nu finns det dussintals. | „ |
| – Moose Johnson om sitt smeknamn., |                                                                                      |   |

Under åtta PCHA-säsonger åren 1912–1921 valdes Johnson till ligans First All-Star Team på backpositionen, främst i konkurrens med Lester Patrick, Frank Patrick, Bobby Rowe och Lloyd Cook. Johnson lade av med ishockeyn efter säsongen 1921–22 men återupptog spelarkarriären 1925 och spelade i ligorna American Hockey Association, Pacific Coast Hockey League och California Hockey League fram till och med säsongen 1931.
På somrarna mellan ishockeysäsongerna arbetade Johnson inom järnvägstrafiken för Union Pacific Railroad på sträckan mellan Portland och Vancouver. Efter spelarkarriären bosatte sig Johnson i Portland och arbetade heltid för Union Pacific Railroad fram till dess att han gick i pension 1954 och bosatte sig i White Rock, British Columbia. Han dog i mars 1963, 77 år gammal.

## Spelstil
Moose Johnson var en stor och kraftfull spelare för sin era och var känd för sin fysiska och uppoffrande spelstil. Han spelade under karriären både som vänsterforward och back och var förutom sin snabbhet på skridskorna även känd för sin långa räckvidd med klubban som ska ha nått en bra bit över två meter. Som back utmärkte sig Johnson främst i det defensiva spelet där han var skicklig på att med klubban stöta bort eller erövra pucken från motståndarna. Han använde sig även av en försvarsteknik som gick ut på kasta sig på isen med huvudet före och svepa bort pucken från den anfallande motståndarspelaren med klubban, en inte helt ofarlig spelstil som gav honom både lovord och kritik.
| ”                                         | Johnson [är] en stor spelare... och han är en av de där spelarna du hellre vill ha på ditt eget lag än på motståndarlaget, alla dagar i veckan. Med de där 30 extra centimeterna på klubban och med en räckvidd på över två meter vet du aldrig när du är förbi Johnson. Han kommer farandes rakt mot dig, bakom dig, eller mot dig från sidan, och då du tror att han inte är nära nog för att orsaka bekymmer böjer han sig bara ner och når ut med sin långa klubba, och det är hej då till pucken, medan du hade seglat iväg med den mot målet om det hade varit någon annan än Johnson och hans försvarsteknik. | „ |
| – Albert "Dubbie" Kerr om Moose Johnson., | |   |

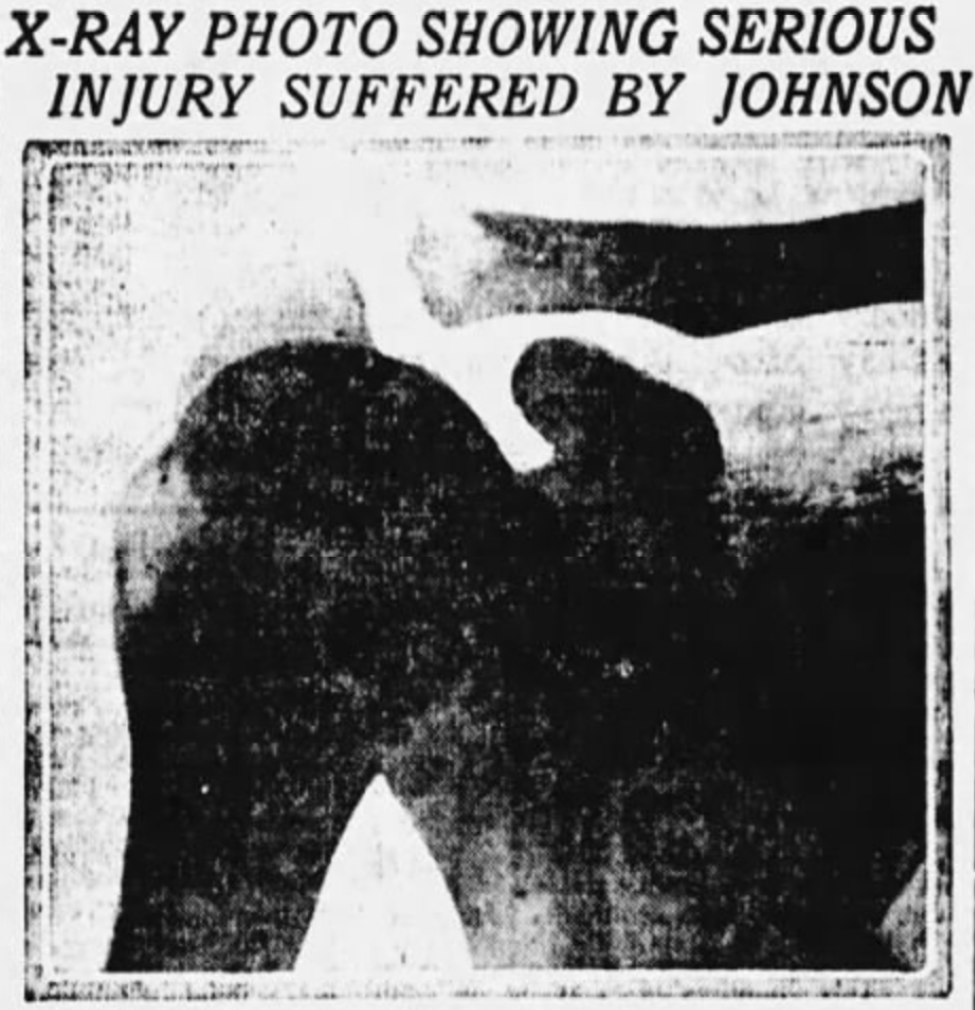
Röntgenbild visandes Johnsons separerade axel efter en kollision med Si Griffis den 14 januari 1918.

Johnsons fysiska och oömma spelstil gjorde att han ofta råkade ut för skadebekymmer, även om skadorna allt som oftast inte höll honom borta någon längre tid från isen. Med Portland Rosebuds säsongen 1914–1915 bröt han käken, ådrog sig två revbensfrakturer, två stygn i högra benet och två stygn i vänstra vristen, ett tillplattat skenben samt ett svårt blåslaget lår. Säsongen dessförinnan med New Westminster Royals hade han ådragit sig sjutton stygn i ena skenbenet, efter att det hade blivit uppskuret in till benet av en motståndarspelares skridskoblad, och hans ena öga lossnade från sin håla efter en väldigt hård tackling. Trots detta så missade Johnson endast en match under de två säsongerna.
Säsongen 1917–1918, Johnsons sista i Portland, kolliderade han med Vancouver Millionaires back Si Griffis, när Portland Rosebuds och Vancouver Millionaires möttes i en match i Vancouver den 14 januari, 1918 och ådrog sig en separerad axel. Trots den allvarliga skadan så fortsatte Johnson spela i matchen, och han spelade även den nästföljande matchen mellan de båda lagen två dagar senare den 16 januari innan han slutligen kollapsade av smärtorna.
Johnson missade tre veckors spel (sju matcher) under konvalescensperioden när han vilade sin illa tilltygade axel, men han var tillbaka i spel igen den 8 februari i en hemmamatch mot Vancouver Millionaires som Portland Rosebuds vann med 8-4, med axeln fastspänd i ett läderfodral.
Moose Johnson spelade hela sin ishockeykarriär utan två fingrar på sin högra hand sedan han som 14-åring år 1900 råkat ut för en olycka där han överlevde en elektrisk stöt på 2300 volt.

## Statistik

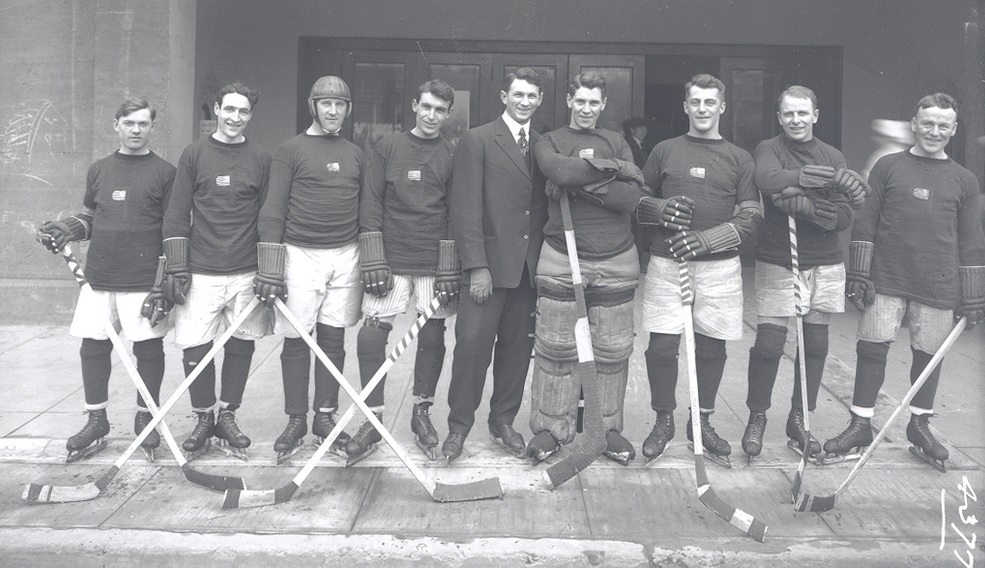
Johnson, trea från vänster, med Portland Rosebuds säsongen 1914–15.

MCHL = Montreal City Hockey League, CAHL = Canadian Amateur Hockey League, ECAHA = Eastern Canada Amateur Hockey Association, Trä. = Uppvisningsmatcher, AHA = American Hockey Association, PCHL = Pacific Coast Hockey League, Cal-Pro = California Hockey League.
| 1902–03            | Montreal St. Lawrence  | MCHL               | –   | –  | –  | –  | –   | –  | –  | – | –  | –  |
| 1904               | Montreal AAA-2         | CAIHL              | –   | –  | –  | –  | –   | –  | –  | – | –  | –  |
| 1904               | Montreal AAA           | CAHL               | 2   | 1  | 0  | 1  | –   | –  | –  | – | –  | –  |
| 1905               | Montreal AAA           | CAHL               | 9   | 8  | 0  | 8  | 9   | –  | –  | – | –  | –  |
| 1906               | Montreal Wanderers     | ECAHA              | 10  | 12 | 0  | 12 | 44  | 2  | 1  | 0 | 1  | 3  |
| 1907               | Montreal Wanderers     | ECAHA              | 10  | 15 | 0  | 15 | 42  | –  | –  | – | –  | –  |
|                    |                        | Stanley Cup        | –   | –  | –  | –  | –   | 6  | 5  | 0 | 5  | 8  |
| 1907–08            | Montreal Wanderers     | ECAHA              | 10  | 9  | 0  | 9  | 33  | –  | –  | – | –  | –  |
|                    |                        | Stanley Cup        | –   | –  | –  | –  | –   | 5  | 11 | 0 | 11 | 28 |
| 1909               | Montreal Wanderers     | ECHA               | 10  | 10 | 0  | 10 | 34  | –  | –  | – | –  | –  |
|                    |                        | Stanley Cup        | –   | –  | –  | –  | –   | 2  | 1  | 0 | 1  | 6  |
| 1910               | Montreal Wanderers     | NHA                | 13  | 7  | 0  | 7  | 47  | –  | –  | – | –  | –  |
|                    |                        | Stanley Cup        | –   | –  | –  | –  | –   | 1  | 0  | 0 | 0  | 9  |
| 1910–11            | Montreal Wanderers     | NHA                | 16  | 6  | 0  | 6  | 60  | –  | –  | – | –  | –  |
| 1912               | New Westminster Royals | PCHA               | 14  | 9  | 0  | 9  | 13  | –  | –  | – | –  | –  |
|                    | PCHA All-Stars         | Trä.               | 3   | 1  | 0  | 1  | 10  | –  | –  | – | –  | –  |
| 1912–13            | New Westminster Royals | PCHA               | 13  | 7  | 3  | 10 | 15  | –  | –  | – | –  | –  |
| 1913–14            | New Westminster Royals | PCHA               | 16  | 3  | 5  | 8  | 27  | –  | –  | – | –  | –  |
| 1914–15            | Portland Rosebuds      | PCHA               | 18  | 6  | 4  | 10 | 21  | –  | –  | – | –  | –  |
|                    | PCHA All-Stars         | Trä.               | 2   | 0  | 0  | 0  | 0   | –  | –  | – | –  | –  |
| 1915–16            | Portland Rosebuds      | PCHA               | 18  | 6  | 3  | 9  | 62  | –  | –  | – | –  | –  |
|                    |                        | Stanley Cup        | –   | –  | –  | –  | –   | 5  | 1  | 0 | 1  | 9  |
|                    | PCHA All-Stars         | Trä.               | 3   | 0  | 1  | 1  | 3   | –  | –  | – | –  | –  |
| 1916–17            | Portland Rosebuds      | PCHA               | 24  | 12 | 9  | 21 | 54  | –  | –  | – | –  | –  |
| 1917–18            | Portland Rosebuds      | PCHA               | 15  | 3  | 2  | 5  | 3   | –  | –  | – | –  | –  |
| 1919               | Victoria Aristocrats   | PCHA               | 15  | 3  | 3  | 6  | 0   | –  | –  | – | –  | –  |
| 1919–20            | Victoria Aristocrats   | PCHA               | 21  | 0  | 5  | 5  | 22  | –  | –  | – | –  | –  |
| 1920–21            | Victoria Aristocrats   | PCHA               | 24  | 5  | 2  | 7  | 26  | –  | –  | – | –  | –  |
| 1921–22            | Victoria Cougars       | PCHA               | 13  | 1  | 1  | 2  | 12  | –  | –  | – | –  | –  |
| 1922–25            |                        |                    |     |    |    |    |     |    |    |   |    |    |
| 1925–26            | L.A. Palais-de-Glace   | Cal-Pro            | –   | –  | –  | –  | –   | –  | –  | – | –  | –  |
| 1926–27            | Minneapolis Millers    | AHA                | 30  | 1  | 2  | 3  | 43  | 5  | 0  | 0 | 0  | 12 |
| 1927–28            |                        |                    |     |    |    |    |     |    |    |   |    |    |
| 1928–29            | Portland Buckaroos     | PCHL               | 28  | 1  | 0  | 1  | 27  | 1  | 0  | 0 | 0  | 0  |
| 1929–30            | Hollywood Millionaires | Cal-Pro            | –   | 1  | 2  | 3  | –   | –  | –  | – | –  | –  |
| 1930–31            | San Francisco Tigers   | Cal-Pro            | –   | 10 | 6  | 16 | –   | –  | –  | – | –  | –  |
| ECAHA totalt       | ECAHA totalt           | ECAHA totalt       | 40  | 46 | 0  | 46 | 153 | 2  | 1  | 0 | 1  | 3  |
| NHA totalt         | NHA totalt             | NHA totalt         | 29  | 13 | 0  | 13 | 107 | –  | –  | – | –  | –  |
| PCHA totalt        | PCHA totalt            | PCHA totalt        | 191 | 55 | 38 | 93 | 255 | –  | –  | – | –  | –  |
| Stanley Cup totalt | Stanley Cup totalt     | Stanley Cup totalt | –   | –  | –  | –  | –   | 19 | 18 | 0 | 18 | 60 |

Statistik från hockey-reference.com och hhof.com

## Meriter
- Stanley Cup – 1906, 1907, 1908 och 1910 med Montreal Wanderers.
- ECAHA Second All-Star Team – 1907 och 1907–08.[22]
- PCHA First All-Star Team – 1912, 1912–13, 1914–15, 1915–16, 1916–17, 1917–18, 1919 och 1920–21